# St. Michael (Eggenfelden-Kirchberg)

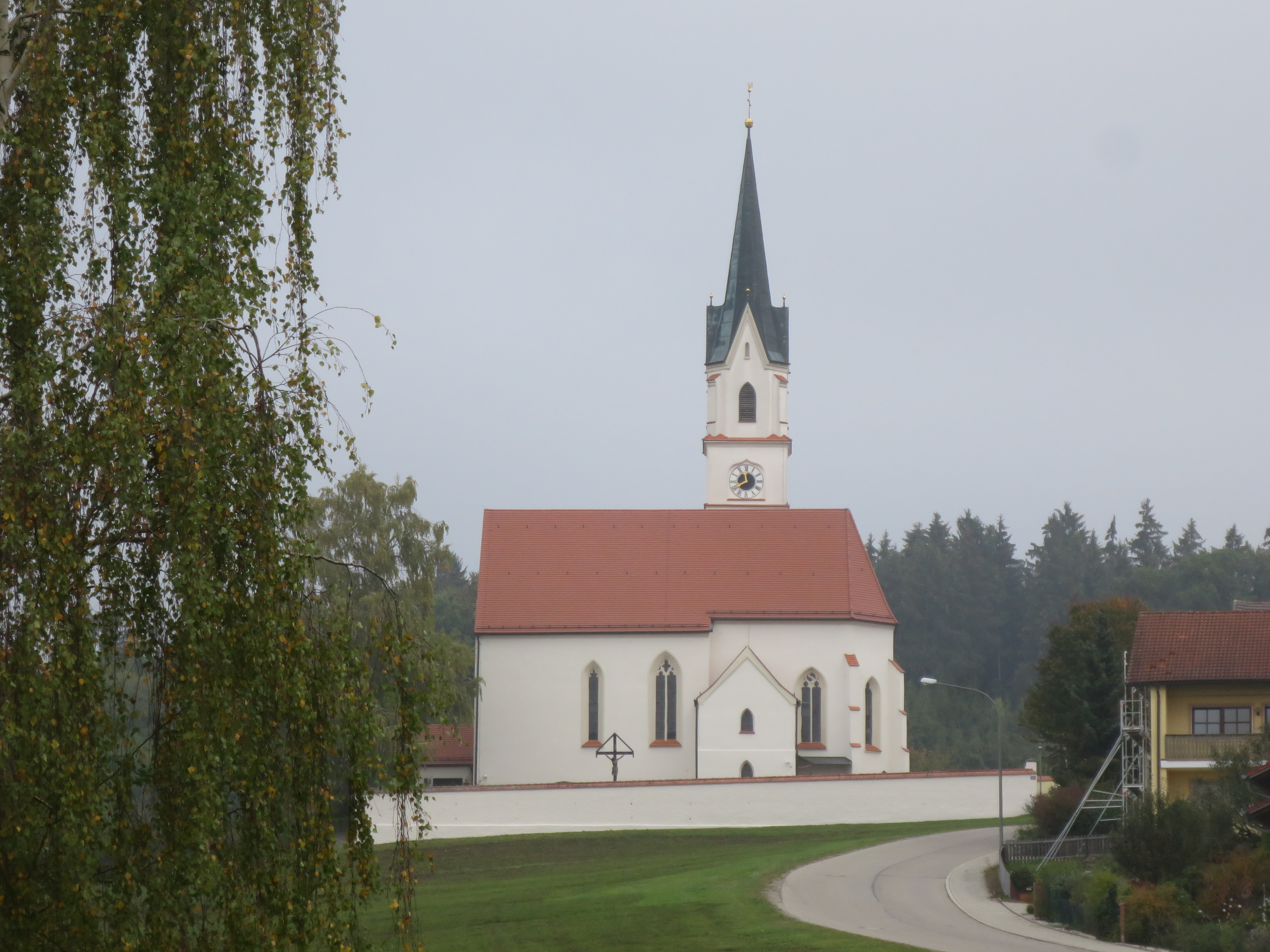
Außenansicht von Süden

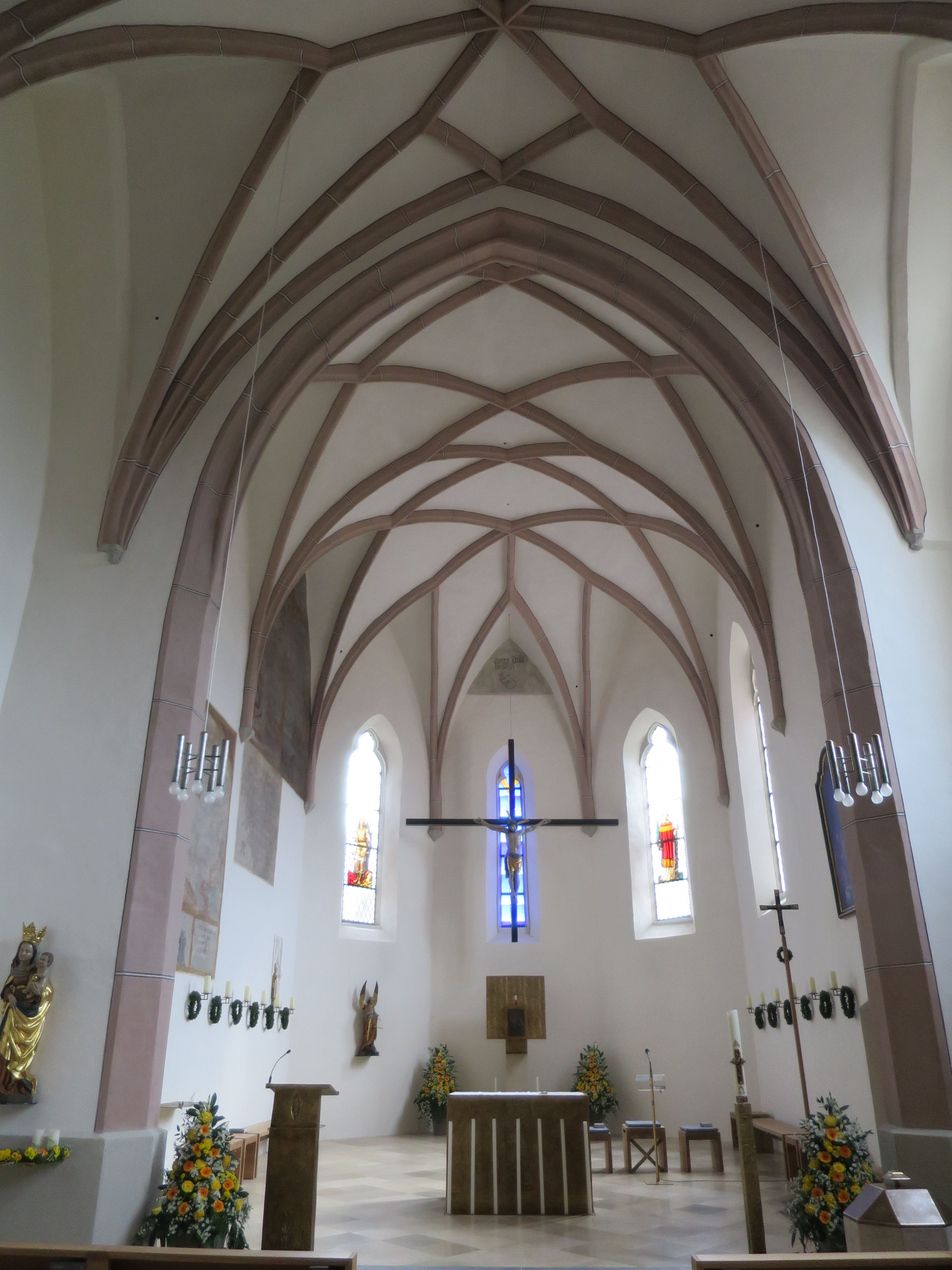
Chor

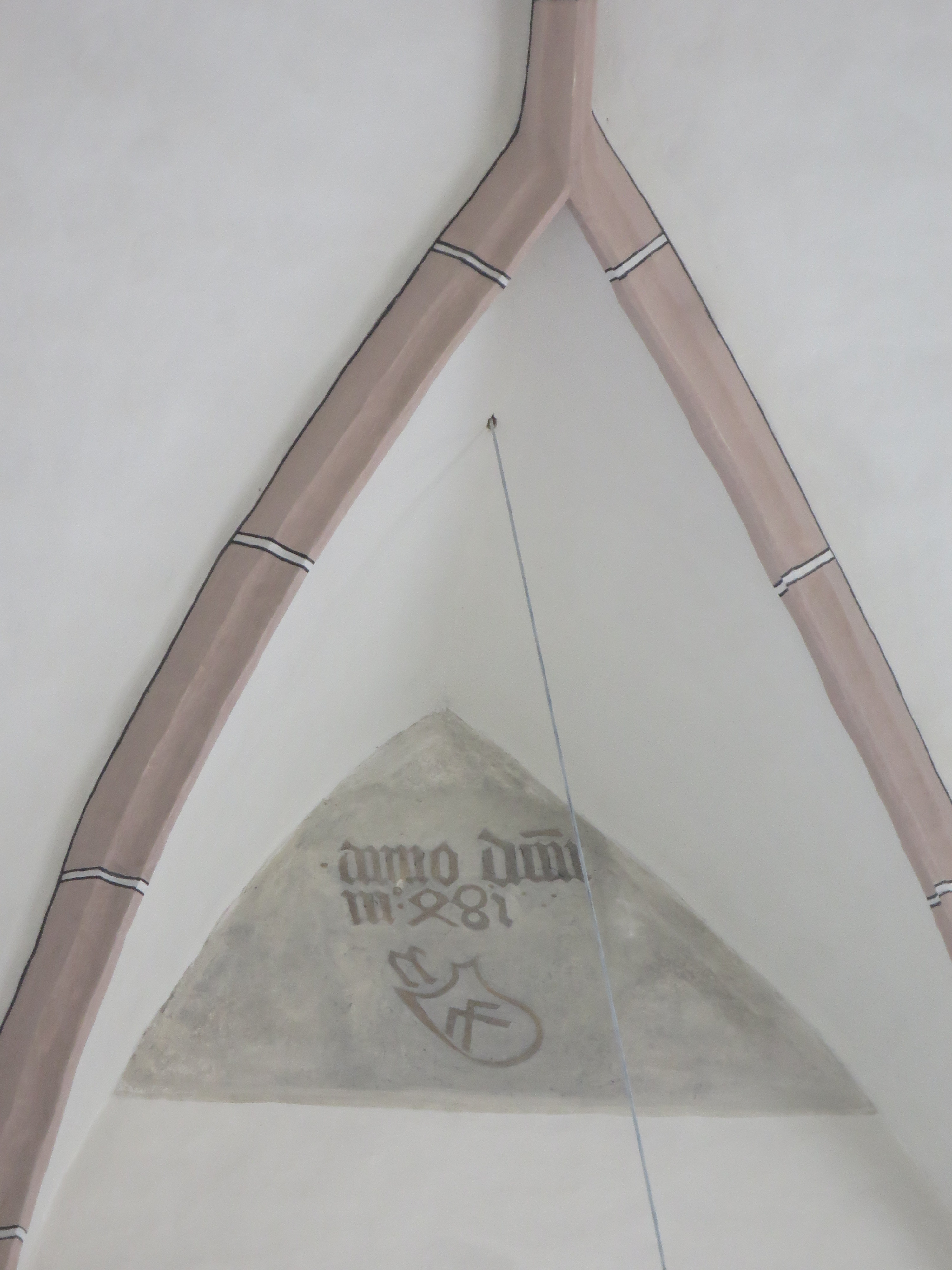
Bauinschrift im Chor: 1481

Die Expositurkirche St. Michael in Kirchberg ist die römisch-katholische Kirche des Dorfes, eines heutigen Gemeindeteils von Eggenfelden.

## Baubeschreibung
Die gotische Kirche stammt in ihrer heutigen Gestalt aus dem 15. Jahrhundert. Im Scheitel des Chores findet sich die Zahl 1481. Chor und Kirchenschiff sind gleich hoch und das Schiff ist nur wenig breiter als der Chor. Die Kirche wird von einem Netzrippengewölbe gedeckt. Die Innenausmalung stammt überwiegend aus dem 17. Jahrhundert. Der dem Chor nördlich angefügte Turm ist eine Ergänzung aus des 19. Jahrhunderts. Er besteht aus einem im Querschnitt quadratischen unteren Teil und einem oktogonalen oberen Teil, den ein ebenfalls achtseitiger Spitzhelm krönt.

## Geschichte
Die Kirche wurde im 19. Jahrhundert neugotisch renoviert. 1972 wurde sie grundlegend modernisiert, wobei nur noch Einzelstücke der neugotischen Ausstattung verwendet wurden. 2014 wurde die Kirche aus der Gemeinde Taufkirchen aus- und als Expositur in die Pfarrgemeinde Eggenfelden eingegliedert.
2015 erfolgte eine weitere grundlegende Instandsetzung des Gebäudes mit Außeninstandsetzung und einer inneren Neugestaltung. Dazu zählt auch eine Reihe von Kleinkunstwerken von Joseph Michael Neustifter. Außerdem wurde eine Klimaanlage eingebaut, um die Wandgemälde zu schützen. Der Altar wurde am 11. Oktober 2015 durch Weihbischof Reinhard Pappenberger neu geweiht. Die Kirche ist ein Kulturdenkmal aufgrund des Bayerischen Denkmalschutzgesetzes.